# Liste des distinctions d'Eminem
 (février 2020).
Si vous disposez d'ouvrages ou d'articles de référence ou si vous connaissez des sites web de qualité traitant du thème abordé ici, merci de compléter l'article en donnant les références utiles à sa vérifiabilité et en les liant à la section « Notes et références ».
Cette page présente la liste des diverses récompenses et propositions de récompenses du rappeur américain Eminem. Au total, il a remporté 600 prix pour 727 nominations.

## Oscars du cinéma
- 2003 - Meilleure chanson originale pour « Lose Yourself » dans 8 Mile.

## Grammy Awards
- 2000 - Meilleure Prestation Rap Solo pour « My Name Is » de l'album The Slim Shady LP (Best Rap Solo Performance)
- 2000 - Meilleur Album Rap pour The Slim Shady LP (Best rap album)
- 2000 - Meilleure Prestation Rap en Duo ou en Groupe (avec Dr. Dre) pour « Guilty Conscience » (Best Rap Performance by a duo or group) (nomination)
- 2001 - Meilleure Prestation Rap Solo pour « The Real Slim Shady » de l'album The Marshall Mathers LP (Best Rap Solo Performance)
- 2001 - Meilleure Prestation Rap en Duo ou en Groupe (avec Dr. Dre) pour « Forgot About Dre » de l'album 2001 (Best Rap Performance by a duo or group)
- 2001 - Meilleur Album Rap pour The Marshall Mathers LP (Best Rap Album)
- 2001 - Album de l'année pour The Marshall Mathers LP (Album of the Year) (nomination)
- 2003 - Meilleur Clip court-métrage pour « Without Me » de l'album The Eminem Show  (Best short form music video)
- 2003 - Meilleure Prestation Rap Solo pour « Without Me » de l'album The Eminem Show (Best Male Rap solo performance) (nomination)
- 2003 - Meilleur enregistrement de l'année pour « Without Me » de l'album The Eminem Show (Record Of The Year) (nomination)
- 2003 - Meilleur album Rap pour The Eminem Show (Best Rap Album)
- 2003 - Album de l'année pour The Eminem Show (Album of the Year) (nomination)
- 2004 - Meilleure Prestation Rap Solo pour « Lose Yourself » de la B.O. de 8 Mile O.S.T. (Best Male Rap solo performance)
- 2004 - Meilleur enregistrement de l'année pour « Lose Yourself » de la B.O. de 8 Mile O.S.T. (Record Of The Year) (nomination)
- 2004 - Chanson de l'année pour « Lose Yourself » de la B.O. de 8 Mile O.S.T. (Song Of The Year) (nomination)
- 2004 - Meilleure chanson écrite pour un film pour « Lose Yourself » de la B.O. de 8 Mile O.S.T. (Song Of The Year) (nomination)
- 2004 - Meilleure Chanson Rap pour « Lose Yourself » de la B.O. de 8 Mile O.S.T. (Best Rap Song)
- 2005 - Meilleure Prestation Rap Solo pour « Just Lose It » de l'album Encore (Best Male Rap solo performance) (nomination)
- 2006 - Meilleur album Rap pour Encore (Best Rap Album) (nomination)
- 2006 - Meilleure Prestation Rap Solo pour « Mockingbird » de l'album E50ore (Best Male Rap solo performance) (nomination)
- 2006 - Meilleure Prestation Rap en Duo ou en Groupe pour « Encore/Curtains Down » (avec Dr. Dre et 50 Cent) de l'album Encore (Best Rap Performance by a duo or group) (nomination)
- 2007 - Meilleure collaboration rap/chant pour « Smack That » sur l'album d'Akon Konvicted (Best Rap/Sung Collaboration) (nomination)
- 2007 - Meilleure collaboration rap/chant pour « Shake That » avec Nate Dogg sur l'album Eminem Presents: The Re-Up (Best Rap/Sung Collaboration) (nomination)
- 2010 - Meilleur album Rap pour Relapse (Best Rap Album)
- 2010 - Meilleure Prestation Rap en Duo ou en Groupe pour « Crack a Bottle » (avec Dr. Dre et 50 Cent) de l'album Relapse (Best Rap Performance by a duo or group)
- 2010 - Meilleure Prestation Rap Solo pour « Beautiful » de l'album Relapse (Best Male Rap solo performance) (nomination)
- 2011 - Meilleur album de Rap pour Recovery (Best Rap Album)
- 2011 - Meilleure Prestation Rap Solo pour « Not Afraid » (Best Male Rap solo performance)
- 2011 - Album de l'année pour Recovery (Album of the Year) (nomination)
- 2011 - Meilleur enregistrement de l'année pour « Love The Way You Lie » de l'album Recovery (Record Of The Year) (nomination)
- 2011 - Chanson de l'année pour « Love The Way You Lie » de l'album Recovery (Song Of The Year) (nomination)
- 2011 - Meilleure Chanson Rap pour « Love The Way You Lie » de l'album Recovery (Best Rap Song) (nomination)
- 2011 - Meilleure Chanson Rap pour « Not Afraid » de l'album Recovery (Best Rap Song) (nomination)
- 2011 - Meilleure collaboration rap/chant avec Rihanna pour « Love The Way You Lie » de l'album Recovery (Best Rap/Sung Collaboration) (nomination)
- 2011 - Meilleur Clip court-métrage pour « Love The Way You Lie » de l'album Recovery  (Best short form music video) (nomination)
- 2011 - Meilleure prestation pop d'un duo ou groupe avec chant pour « Airplanes Part II » avec B.o.B et Hayley Williams sur l'album B.o.B Presents: The Adventures of Bobby Ray (Best Pop Performance by a Duo or Group with Vocals) (nomination)
- 2015 -  Meilleur album Rap pour The Marshall Mathers LP2 (Best Rap Album)
- 2015 - Meilleure collaboration rap/chant avec Rihanna pour « The Monster » de l'album The Marshall Mathers LP2 (Best Rap/Sung Collaboration)
- 2015 - Meilleure Performance Rap pour « Rap God » (Best Rap Performance) (nomination)

## MTV Movie Awards
- 2002 - Meilleur interprète Masculin, pour 8 Mile (Best Male Performance)
- 2002 - Meilleure Prestation masculine, pour 8 Mile (Best breakthrough male performance)

## MTV Video Music Awards
- 1999 - Révélation masculine pour « My Name Is » de l'album The Slim Shady LP (Best New Artist)
- 1999 - Meilleure vidéo masculine pour « My Name Is » de l'album The Slim Shady LP (Best Male Video) (proposition)
- 1999 - Meilleure réalisation pour « My Name Is » de l'album The Slim Shady LP (Best Direction) (proposition)
- 2000 - Vidéo de l'année pour « The Real Slim Shady » de l'album The Marshall Mathers LP (Video Of The Year)
- 2000 - Meilleure vidéo masculine pour « The Real Slim Shady » de l'album The Marshall Mathers LP (Best Male Video)
- 2000 - Meilleure vidéo rap pour « Forgot About Dre » (avec Dr. Dre) , de l'album Dr Dre 2001 (Best rap video)
- 2000 - Meilleure vidéo rap pour « The Real Slim Shady » de l'album The Marshall Mathers LP (Best rap video) (proposition)
- 2000 - Choix des téléspectateurs pour « The Real Slim Shady » de l'album The Marshall Mathers LP (Viewer's Choice) (proposition)
- 2000 - Meilleure réalisation pour « The Real Slim Shady » de l'album The Marshall Mathers LP (Best Direction) (proposition)
- 2000 - Meilleur montage pour « The Real Slim Shady » de l'album The Marshall Mathers LP (Best Editing) (proposition)
- 2001 - Vidéo de l'année pour « Stan » de l'album The Marshall Mathers LP (Video Of The Year) (proposition)
- 2001 - Meilleure vidéo masculine pour « Stan » de l'album The Marshall Mathers LP (Best Male Video) (proposition)
- 2001 - Meilleure vidéo rap pour « Stan » de l'album The Marshall Mathers LP (Best rap video) (proposition)
- 2001 - Meilleure réalisation pour « Stan » de l'album The Marshall Mathers LP (Best Direction) (proposition)
- 2001 - Meilleure photographie pour « Stan » de l'album The Marshall Mathers LP (Best Cinematography) (proposition)
- 2002 - Vidéo de l'année pour « Without Me », de l'album The Eminem Show (Video of the Year)
- 2002 - Meilleure vidéo masculine, pour « Without Me », de l'albumThe Eminem Show (Best male video)
- 2002 - Meilleure vidéo rap pour « Without Me », de l'album The Eminem Show (Best Rap Video)
- 2002 - Meilleure réalisation, pour « Without Me », de l'album The Eminem Show (Best Direction)
- 2002 - Choix des téléspectateurs pour « Without Me », de l'album The Eminem Show (Viewer's Choice) (proposition)
- 2003 - Meilleure vidéo extraite d'un film, pour « Lose Yourself », de la B.O. 8 Mile O.S.T. (Best Video from a film)
- 2003 - Vidéo de l'année pour « Lose Yourself », de la B.O. 8 Mile O.S.T. (Video of the Year) (proposition)
- 2003 - Meilleure vidéo masculine, pour « Lose Yourself », de la B.O. 8 Mile O.S.T. (Best male video) (proposition)
- 2003 - Meilleure vidéo rap pour « Lose Yourself », de la B.O. 8 Mile O.S.T. (Best Rap Video) (proposition)
- 2005 - Meilleure vidéo rap pour « Just Lose It », de l'album Encore (Best Rap Video) (proposition)
- 2005 - Meilleure vidéo révolutionnaire pour « Mosh », de l'album Encore (Breakthrough Video) (proposition)
- 2009 - Meilleure vidéo rap pour « We Made You », de l'album Relapse (Best Rap Video)
- 2009 - Vidéo de l'année pour « We Made You », de l'album Relapse (Video of the Year) (proposition)
- 2009 - Meilleure vidéo masculine pour « We Made You », de l'album Relapse (Best male video) (proposition)
- 2009 - Meilleurs effets spéciaux pour « We Made You », de l'album Relapse (Best Special Effects) (proposition)
- 2010 - Meilleure vidéo masculine pour « Not Afraid », de l'album Recovery (Best Male Video)
- 2010 - Meilleure vidéo rap pour « Not Afraid », de l'album Recovery (Best Male Video)
- 2010 - Vidéo de l'année pour « Not Afraid », de l'album Recovery (Video of the Year) (proposition)
- 2010 - Meilleure direction artistique pour « Not Afraid », de l'album Recovery (Best Art Direction) (proposition)
- 2010 - Meilleure photographie pour « Not Afraid », de l'album Recovery (Best Cinematography) (proposition)
- 2010 - Meilleure réalisation pour « Not Afraid », de l'album Recovery (Best Direction) (proposition)
- 2010 - Meilleur montage pour « Not Afraid », de l'album Recovery (Best Editing) (proposition)
- 2010 - Meilleurs effets spéciaux pour « Not Afraid », de l'album Recovery (Best Special Effects) (proposition)
- 2011 - Meilleur clip d'un artiste masculin pour « Love The Way You Lie » de l'album Recovery (proposition)
- 2011 - Meilleure photographie pour « Love The Way You Lie » de l'album Recovery (proposition)
- 2011 - Meilleure réalisation pour « Love The Way You Lie » de l'album Recovery (proposition)

## MTV Europe Music Awards
- 1999 - Meilleure révélation (proposition)
- 1999 - Meilleur Artiste Hip Hop
- 2000 - Meilleur Artiste Hip Hop
- 2000 - Meilleur album, pour The Marshall Mathers LP
- 2000 - Meilleur Artiste Masculin (proposition)
- 2001 - Meilleur Artiste Hip Hop
- 2001 - Meilleur Artiste Masculin (proposition)
- 2001- Meilleur chanson pour « Stan » (proposition)
- 2002 - Meilleur Artiste Masculin
- 2002 - Meilleur Artiste Hip Hop
- 2002 - Meilleur album, pour The Eminem Show
- 2002 - Meilleur clip pour « Without Me » (proposition)
- 2003 - Meilleur Artiste Hip Hop
- 2003 - Meilleur Artiste Masculin (proposition)
- 2004 - Meilleur Artiste Hip Hop (pour le groupe D-12)
- 2005 - Meilleur Artiste Masculin (proposition)
- 2009 - Meilleur Artiste Masculin
- 2009 - Meilleur Artiste Hip Hop (proposition)
- 2009 - Meilleur clip pour « We Made You » (proposition)
- 2010 - Meilleur Artiste Hip Hop
- 2010 - Meilleur Artiste Masculin (proposition)
- 2010 - Meilleur clip pour « Love the Way You Lie » (proposition)
- 2010 - Meilleur titre pour « Love the Way You Lie » (proposition)
- 2011- Meilleur Artiste Masculin (proposition)
- 2011- Meilleur Artiste Hip Hop
- 2013- Meilleur Artiste Hip Hop
- 2013- Global Icon Award
- 2013- Meilleur Artiste Masculin  (proposition)
- 2017-Meilleur Artiste Hip Hop
- 2024- Meilleur Artiste Hip Hop

## MTV Africa Music Awards
- 2010 - Meilleur artiste international

## American Music Awards
- 2003 - Meilleur artiste masculin pop/rock
- 2003 - Meilleur artiste masculin rap/r'n'b
- 2003 - Meilleur album pop/rock, pour The Eminem Show
- 2003 - Meilleur artiste masculin hip-hop/r'n'b
- 2003 - Meilleur album hip-hop/R&B, pour The Eminem Show
- 2005 - Meilleur artiste masculin hip-hop/r'n'b
- 2005 - Meilleur album hip-hop/R&B, pour Encore
- 2006 - Meilleur artiste masculin hip-hop/r'n'b
- 2009 - Meilleur album hip-hop/R&B, pour Relapse (proposition)
- 2009 - Artiste hip-hop de l'année (proposition)
- 2009 - Artiste de l'année (proposition)
- 2009 - Meilleur album, pour Relapse (proposition)
- 2010 - Meilleur artiste masculin rap
- 2010 - Meilleur album hip-hop/R&B, pour Recovery

## Barbados Music Awards
- 2011 - Meilleure collaboration pour « Love the Way You Lie » avec Rihanna

## BMI Film Awards
- 2002 - Meilleure chanson pour « Lose Yourself »
- 2002 - Meilleure chanson interprétée pour un film pour « Lose Yourself »

## The Source Hip Hop Music Awards
- 2000 - Parolier de l'année
- 2000 - Vidéo de l'année pour « Guilty Conscience »
- 2001 - Meilleure vidéo de l'année pour « Stan »
- 2002 - Parolier de l'année
- 2005 - Parolier de l'année

## Online Hip Hop Awards
- 2000 - Meilleur site officiel Eminem.com
- 2000 - Meilleure vidéo « Guilty Conscience »
- 2000 - Meilleur nouvel artiste

## Brit Awards
- 2001 - Artiste masculin international
- 2003 - Artiste solo masculin international
- 2003 - Album international The Eminem Show
- 2004 - Artiste masculin international
- 2005 - Artiste masculin international
- 2009 - Artiste masculin international (nomination)
- 2010 - Artiste masculin international (nomination)
- 2011 - Artiste masculin international en solo (nomination)
- 2011 - Meilleur album international, pour Recovery (nomination)

## Billboard Music Awards
- 2001 - Maximum vision award The Real Slim Shady
- 2001 - Meilleur clip hip-hop/rap The Real Slim Shady
- 2002 - Album de l'année The Eminem Show
- 2002 - Album R&B/Hip-Hop de l'année The Eminem Show
- 2002 - Meilleur album The Eminem Show
- 2003 - Meilleur album rap The Eminem Show
- 2003 - Meilleur album The Eminem Show
- 2003 - Meilleur album R&B/Hip-Hop The Eminem Show
- 2003 - Meilleur album d'artiste
- 2009 - L'artiste Billboard de la décennie
- 2009 - L'artiste Billboard 200 de la décennie
- 2011. Meilleur artiste
- 2011. Meilleur artiste masculin
- 2011. Meilleur artiste rap
- 2011. Meilleur album rap "Recovery"
- 2011 .Top Billboard 200 Album: Eminem Recovery
- 2011. Meilleur chanson rap Eminem Feat. Rihanna – “Love The Way You Lie”

## People's Choice Awards
- 2003 - Meilleur artiste musical masculin
- 2005 - Meilleur artiste musical masculin
- 2007 - Meilleure chanson de rap pour « Shake That » (proposition)
- 2010 - Meilleur artiste Hip-Hop
- 2011 - Meilleur artiste musical masculin
- 2011 - Meilleur artiste Hip-Hop
- 2011 - Meilleure chanson pour « Love the Way You Lie »
- 2011 - Meilleur clip musical pour « Love the Way You Lie »

## Soul Train Music Awards
- 2001 - Meilleur album de R'n'B/Soul ou Rap, pour The Marshall Mathers LP (proposition)
- 2001 - Meilleur clip vidéo de R'n'B/Soul ou Rap pour « Stan » (proposition)
- 2010 - Chanson Hip-Hop de l'année pour « Love the Way You Lie »

## Teen Choice Awards
- 2003 - Meilleure « Breakout Star » dans un film pour 8 Mile
- 2003 - Meilleur acteur d'un film Drame/Action/Aventure pour 8 Mile
- 2005 - Meilleur artiste rap
- 2005 - Meilleure chanson rap pour « Mockingbird », de l'album Encore
- 2009 - Meilleur album pour Relapse (proposition)
- 2010 - Meilleur album rap Relapse
- 2010 - Meilleure chanson rap pour « Love the Way You Lie » (avec Rihanna), de l'album Recovery
- 2010 - Meilleur artiste rap

## BET Hip Hop Awards
- 2010 - Parolier de l'année (Lyricist Of The Year)

## MOBO Awards
- 2010 - Best International Act

## Juno Awards
- 2001 - Album de l'année/meilleures ventes, pour The Marshall Mathers LP
- 2003 - Album international de l'année, pour The Eminem Show

## ASCAP Pop Music Awards
- 2004 - Meilleure chanson interprétée pour « Lose Yourself »

## NAACPImage Awards
- 2011 - Meilleure collaboration pour « Love the Way You Lie » avec Rihanna

## NRJ Music Awards
- 2003 - Meilleure chanson internationale pour « Without Me »
- 2005 - Artiste masculin international
- 2011 - Meilleur groupe ou duo international pour « Love the Way You Lie » avec Rihanna (nomination)
- 2011 - Clip de l'année pour « Love the Way You Lie » avec Rihanna (nomination)
- 2011 - Artiste masculin international (nomination)
- 2013 - Artiste masculin international (nomination)
- 2024 - Artiste masculin international (nomination)

## Detroit Music Awards
- 2001 - Meilleur album enregistré sur une major nationale, pour The Marshall Mathers LP
- 2001 - Meilleur single national pour « The Real Slim Shady »
- 2003 - Meilleur single national pour « Lose Yourself »
- 2004 - Meilleur album enregistré sur une major nationale, pour Encore
- 2006 - Meilleure vidéo à gros budget pour « When I'm Gone »

## Vibe Magazine
- 2008 - Meilleur rappeur vivant (Best Rapper Alive)
- 2009 - Meilleur rappeur de tous les temps (Best Rapper Ever)

## World Music Awards
- 2001 - Meilleur vendeur d'albums rap au monde
- 2003 - Meilleur vendeur d'albums pop/rock au monde
- 2003 - Meilleur vendeur masculin américain d'albums rap au monde
- 2005 - Meilleur vendeur d'albums pop/rock au monde
- 2005 - Meilleur vendeur d'albums rap au monde
- 2008 - Meilleur vendeur d'albums rap au monde (proposition)
- 2010 - Meilleur vendeur d'albums rap au monde (proposition)

## Youtube Music Awards
- 2013- Meilleur artiste de l'année